# Oešo
Oešo  (baktrijsko Οηϸο) je božanstvo, upodobljeno na kovancih iz 2. do 6. stoletja, zlasti na kušanskih iz 2. stoletja. Oešo je bil očitno eno od naslovnih božanstev Kušanske dinastije. Je sporno božanstvo, v indijskem kontekstu na splošno istovetno s Šivo. Kot božanstvo porečja Amu Darje v srednjeazijskem in perzijskem kontekstu izhaja iz Herkula ali Pozejdona. V času kušanskega cesarja Huviške (baktrijsko Οοηϸκι), ki je vladal v letih 140–180 n. št., sta bila Oešo in žensko božanstvo Ardokšo  edini božanstvi, ki sta se pojavljali na kušanskih kovancih.

## Povezave
Ugotovljenih je bilo več povezav s sodobnimi božanstvi v sosednjih kulturah:  
- V kušanskem obdobju je bil Oešo pohosto povezan s hindujskim konceptom Išvare, ki ga je utelešal bog Šiva.[3] Etimologija imena Oešo je morda enaka etimologiji imena Išvara in/ali predstavlja različico imena v baktrijskem jeziku, ki so ga govorili Kušani.[4][5]
- Podobnosti so bile retrospektivno prepoznane tudi z avestanskim Vajujem.[6][7]
- Nekatere kasnejše upodobitve, ki so bile očitno pod vplivom grško-baktrijske kulture, prikazujejo Oešoja s trišulo, tradicionalnim simbolom Šive, podobnim trizobu, ki je del Pozejdonove ikonografije.[8]

## Soproga
Oešova soproga je bila Ommo (baktrijsko Ommo, "ΟΜΜΟ", Umā). Na reverzu kovancev kušanskega vladarja Huviške je upodobljen božanski par: Ommo s cvetico v roki in Oešo s štirimi rokami, ki držijo njegove atribute.

## Oešove upodobitve
- Huviškov kovanec z Oešom ("ΟΗϷΟ", Šiva).[11]
- Huviškov kovanec z božanskim parom, kovan v letih 150-180[9][10]
- Oešo z drugim človeškim obrazom in glavo rogate živali na kovancu Vasudeve I.
- Kovanec kušanskega kralja Kaniške II. z Oešom in napisom "Oešo" v modificirani grški pisavi
- Kušanski častilec z Oešom, Baktrija, 3. stoletje[12]

## Vir
- Bopearachchi, Osmund (2003). De l'Indus à l'Oxus, Archéologie de l'Asie Centrale (v francoščini). Lattes: Association imago-musée de Lattes. ISBN 2-9516679-2-2.